# Bojsvätar
Bojsvätar är ett naturreservat i Boge socken i Region Gotland på Gotland.
Området är naturskyddat sedan 2013 och är 87 hektar stort. Reservatet består av ett större, öppet kärr och en agmyr som omges av barrskog som till del är sumpskog.  